# Gardenia hillii
Espèce
Classification phylogénétique
Statut de conservation UICN

 VU  : Vulnérable
Gardenia hillii est une espèce de plante du genre Gardénia de la famille des Rubiaceae.